# Ordem do Mérito Ministério Público Militar
A Ordem do Mérito Ministério Público Militar é uma condecoração instituída pela Resolução no 29, de 26 de março de 1999, do Conselho Superior do Ministério Público Militar, e incluída no Decreto no 40.556, de 17 de dezembro de 1956 pelo Decreto no 6.035, de 1o de fevereiro de 2007.  e tem por finalidade premiar a: Membros do Ministério Público da União que tenham prestado bons serviços no desempenho de suas atribuições; Magistrados e Juristas, integrantes dos Ministérios Públicos Estaduais, Defensoria Pública da União e dos Estados, da Ordem dos Advogados do Brasil, da Advocacia-Geral da União e das Forças Armadas que, pelos serviços prestados, se tenham tornado credores de homenagem do Ministério Público Militar; autoridades e cidadãos, brasileiros e estrangeiros, que hajam prestado reconhecidos serviços ao Ministério Público Militar ou lhe demonstrado excepcional apreço; Podem, também, ser agraciadas com as insígnias da Ordem as Organizações representadas por suas bandeiras ou estandartes, nacionais ou estrangeiras, por ações que as credenciem.

## Graus
- Grã-Cruz
- Grande-Oficial
- Alta Distinção
- Distinção
- Bons Serviços